# Dirk Aschmoneit
Dirk Aschmoneit (2 de marzo de 1962) es un deportista alemán que compitió para la RFA en triatlón. Ganó una medalla de plata en el Campeonato Europeo de Triatlón de Media Distancia de 1985, y una medalla de bronce en el Campeonato Europeo de Triatlón de Larga Distancia de 1986.

## Palmarés internacional
| Campeonato Europeo | Campeonato Europeo   | Campeonato Europeo | Campeonato Europeo |
| Año                | Lugar                | Medalla            | Prueba             |
| ------------------ | -------------------- | ------------------ | ------------------ |
| 1985               | Aabenraa (Dinamarca) | Medalla de plata   | Individual         |

| Campeonato Europeo | Campeonato Europeo | Campeonato Europeo | Campeonato Europeo |
| Año                | Lugar              | Medalla            | Prueba             |
| ------------------ | ------------------ | ------------------ | ------------------ |
| 1986               | Säter (Suecia)     | Medalla de bronce  | Individual         |